# 零件計數器
零件計數器是一種清點零件數量的設備。在電子、資訊、通信等相關科技產業，零件計數器是相關的檢測工具之一。廣義上用途替SMT加工產業、EMS電子製造廠、捲料帶封裝製造商等相關科技產業使用，用途相當廣泛。狹義上最一般使用作為出貨、庫存盤點量測計數之設備，零件計數已廣泛替代人工點料的大量需求。

## 功能
- SMT 電子零件計數

- SMT 電子零件漏件偵測，新功能，已有廠商研發出來，讓SMT 電子零件寄數會更精確。

- 電子生產領料/發料/備料

- IQC進料檢驗，新功能，已有廠商研發出來，一機多功能，附加電錶量測功能，可直接量測電子零件的容、阻。

- 料帶封裝數量計數

- 庫存盤點

## 應用範圍
- SMT 加工廠

- EMS電子製造廠

- 電子產品生產廠

- SMD零件製造商

- SMD零件供應商

- SMD零件銷售業

- 捲料帶封裝製造商

- 料帶封裝業

- 盤點料帶電子商

- 客供料廠

- 其它電子相關製造產業